# تشارلز ثيودور راسيل
تشارلز ثيودور راسيل (بالإنجليزية: Charles Theodore Russell)‏ هو سياسي أمريكي، ولد في 20 نوفمبر 1815 في الولايات المتحدة، وتوفي في 16 يناير 1896 في كامبريدج في الولايات المتحدة. انتخب عضو مجلس نواب ماساتشوستس.